# Небрегоште
Небрегоште (алб. Nebregoshtë) је насељено место у општини Призрен на Косову и Метохији. Према попису становништва из 2011. у насељу је живело 579 становника.
Из Небрегошта је пореклом бивши швајцарски фудбалер Алмен Абди.

## Положај
Насеље се налази на обронцима Шар планине. Збијеног је типа, а поток који тече кроз село дели га на два засеока. Топоними села су Асанов поток, Ториста, Пиров поток, Забев, Крс и Вртина.

## Историја
Небрегоште се први пут помиње у Хрисовуљи Цара Душана из 1348. године манастиру Светих Архангела код Призрена. Сматра се да је име села настало тако што је један од мештана током чекања гостију узвикнуо „на брег гости“.

## Становништво
Према попису из 2011. године, Небрегоште има следећи етнички састав становништва:
| Националност | 2011.        |
| Бошњаци      | 577 (99,66%) |
| Албанци      | 1 (0,17%)    |
| недоступно   | 1 (0,17%)    |
| Укупно       | 579          |

| Демографија | Демографија | Демографија |
| Година      | Становника  | Становника  |
| ----------- | ----------- | ----------- |
| 1948.       | 742         |             |
| 1953.       | 802         |             |
| 1961.       | 994         |             |
| 1971.       | 1.394       |             |
| 1981.       | 1.369       |             |
| 1991.       | 1.391       |             |
| 2011.       | 579         |             |

### Презимена
Фамилије у селу носе презимена Амзи, Мурати, Абдији, Абди, Ферати, Фазљи, Оџини, Зуљи, Љатифи, Реџепи и Бељуљи.